# Хенри II од Шампање
Хенри II од Шампање или Хенри I Јерусалимски (29. јул 1166 - 10. септембар 1197) био је гроф Шампање од 1181. и краљ Јерусалима од 1192. године.

## Краљ Јерусалима
Након погибије грофа Конрада Монфератског (28. април 1192) Ги Лизињан се надао да ће се вратити на јерусалимски престо. Барони међутим нису желели краља који је већ једном изгубио Јерусалим. Круну су поверили грофу од Шампање, Хенрију II иако је Јерусалим још увек био у муслиманским рукама. Његов највећи квалитет био је блиско сродство са француским краљем Филипом II и енглеским краљем Ричардом I. Био је унук Луја VII и Елеоноре од Аквитаније, учесника Другог крсташког рата.
Хенри сам није био одушевљен идејом да постане краљ. Истина, није био кукавица. Имао је храбрости и војничке вештине таман толико да га не прогласе кукавицом, али не довољно да се посебно истакне. Оно што је могло сметати јесте то да је Изабела, јерусалимска принцеза (ћерка бившег краља Амалрика) већ била трудна са Конрадом. На то се нико није обазирао јер је Изабела била веома лепа, а као мираз је носила јерусалимску круну. У Тиру је одржано венчање само недељу дана након Конрадове смрти. Изабели је то био трећи муж иако је имала свега 22 године.
Миром у Јафи којим је завршен Трећи крсташки рат формирана је мала крсташка држава са градовима Тир, Хајфа, Приморска Цезареја, Арсуф, Јафа, Лида и Рамла. Саладин је пристао на Хенријеву титулу краља Јерусалима, али под његовим протекторатом. Хенри је титулу носио до своје смрти 1197. године. Погинуо је тако што је пао са првог спрата свога дворца у Акри. Наследио га је Амалрик II Јерусалимски, старији брат Гија Лизињанског, оженивши се Изабелом.

## Породично стабло
|  |                                            |  |  |  |  |  |  |  |  |  |  |  |  |  |  |  |
|  | 2. Хенри I од Шампање                      |  |  |  |  |  |  |  |  |  |  |  |  |  |  |  |
|  |                                            |  |  |  |  |  |  |  |  |  |  |  |  |  |  |  |
|  |                                            |  |  |  |  |  |  |  |  |  |  |  |  |  |  |  |
|  | 1. Хенри II од Шампање                     |  |  |  |  |  |  |  |  |  |  |  |  |  |  |  |
|  |                                            |  |  |  |  |  |  |  |  |  |  |  |  |  |  |  |
|  |                                            |  |  |  |  |  |  |  |  |  |  |  |  |  |  |  |
|  | 3. Марија од Француске, грофица од Шампање |  |  |  |  |  |  |  |  |  |  |  |  |  |  |  |
|  |                                            |  |  |  |  |  |  |  |  |  |  |  |  |  |  |  |
|  |                                            |  |  |  |  |  |  |  |  |  |  |  |  |  |  |  |